# Africada alveolar não sibilante sonora
A africada alveolar não sibilante sonora é formado por 2 fonemas quando pronunciados juntos, esses fonemas são /d/ e /ɹ̝/. É a versão expressa de /tɹ̝̊/.

## Características
- Sua forma de articulação é africada, o que significa que é produzida primeiro interrompendo totalmente o fluxo de ar, depois permitindo o fluxo de ar através de um canal restrito no local de articulação, causando turbulência.
- Seu local de articulação é alveolar, o que significa que é articulado com a ponta ou a lâmina da língua na crista alveolar, denominada respectivamente apical e laminal.
- Sua fonação é sonora, o que significa que as cordas vocais vibram durante a articulação.
- É uma consoante oral, o que significa que o ar só pode escapar pela boca.
- É uma consoante central, o que significa que é produzida direcionando o fluxo de ar ao longo do centro da língua, em vez de para os lados.
- O mecanismo da corrente de ar é pulmonar, o que significa que é articulado empurrando o ar apenas com os pulmões e o diafragma, como na maioria dos sons.

## Ocorrência
| Língua   | Língua                 | Palavra   | AFI           | Signifcado      | Notas |
| -------- | ---------------------- | --------- | ------------- | --------------- | --- |
| Inglês   | General American       | dream     | [d͡ɹ̝ʷɪi̯m]      | Sonho           | Realização fonética da sequência tônica inicial da sílaba /dr/; mais comumente pós-alveolar [d̠͡ɹ̠˔].          |
| Inglês   | Received Pronunciation | dream     | [d͡ɹ̝ʷɪi̯m]      | Sonho           | Realização fonética da sequência tônica inicial da sílaba /dr/; mais comumente pós-alveolar [d̠͡ɹ̠˔].          |
| Italiano | Sicília                | Adriatico | [äd͡ɹ̝iˈäːt̪iko] | O mar adriático | Apical. É uma realização regional da sequência / dr /, e pode ser realizada como a sequência [dɹ̝] ao invés. |